# ماريو هيرش
ماريو هيرش (بالفرنسية: Mario Hirsch) هو عالم سياسة وبروفيسور وصحفي لوكسمبورغي، ولد في 6 أبريل 1949 في لوكسمبورغ في لوكسمبورغ.